# Kopervik
Kopervik este o localitate din comuna Karmøy, provincia Rogaland, Norvegia.